# Oyster Creek
Oyster Creek é uma cidade localizada no estado norte-americano do Texas, no Condado de Brazoria.

## Demografia
Segundo o censo norte-americano de 2000, a sua população era de 1192 habitantes.
Em 2006, foi estimada uma população de 1231, um aumento de 39 (3.3%).

## Geografia
De acordo com o United States Census Bureau tem uma área de
5,2 km², dos quais 4,9 km² cobertos por terra e 0,3 km² cobertos por água. Oyster Creek localiza-se a aproximadamente 2 m acima do nível do mar.

## Localidades na vizinhança
O diagrama seguinte representa as localidades num raio de 12 km ao redor de Oyster Creek.